# Květoslav
Květoslav ist ein tschechischer und slowakischer männlicher Vorname, im Slowakischen auch ohne Hatschek geschrieben. Er entstammt der jungtschechischen Bewegung des 19. Jahrhunderts – siehe auch Böhmischer Sprachenkonflikt – und setzt sich zusammen aus květ (dt.: Blume) und slav (Slawe). Die Kurzform (in der Anrede im Vokativ: Květo) entspricht somit Florian.
Namensträger sind:
- Květoslav Innemann (1910–1971), tschechoslowakischer Kommunist, KZ-Häftling und Verlagsdirektor
- Květoslav Mašita (* 1947), tschechoslowakischer Endurosportler
- Květoslav Spurný (1923–1999), tschechischer Chemiker
- Květoslav Svoboda (* 1982), tschechischer Freistilschwimmer